# 利根型重巡洋艦

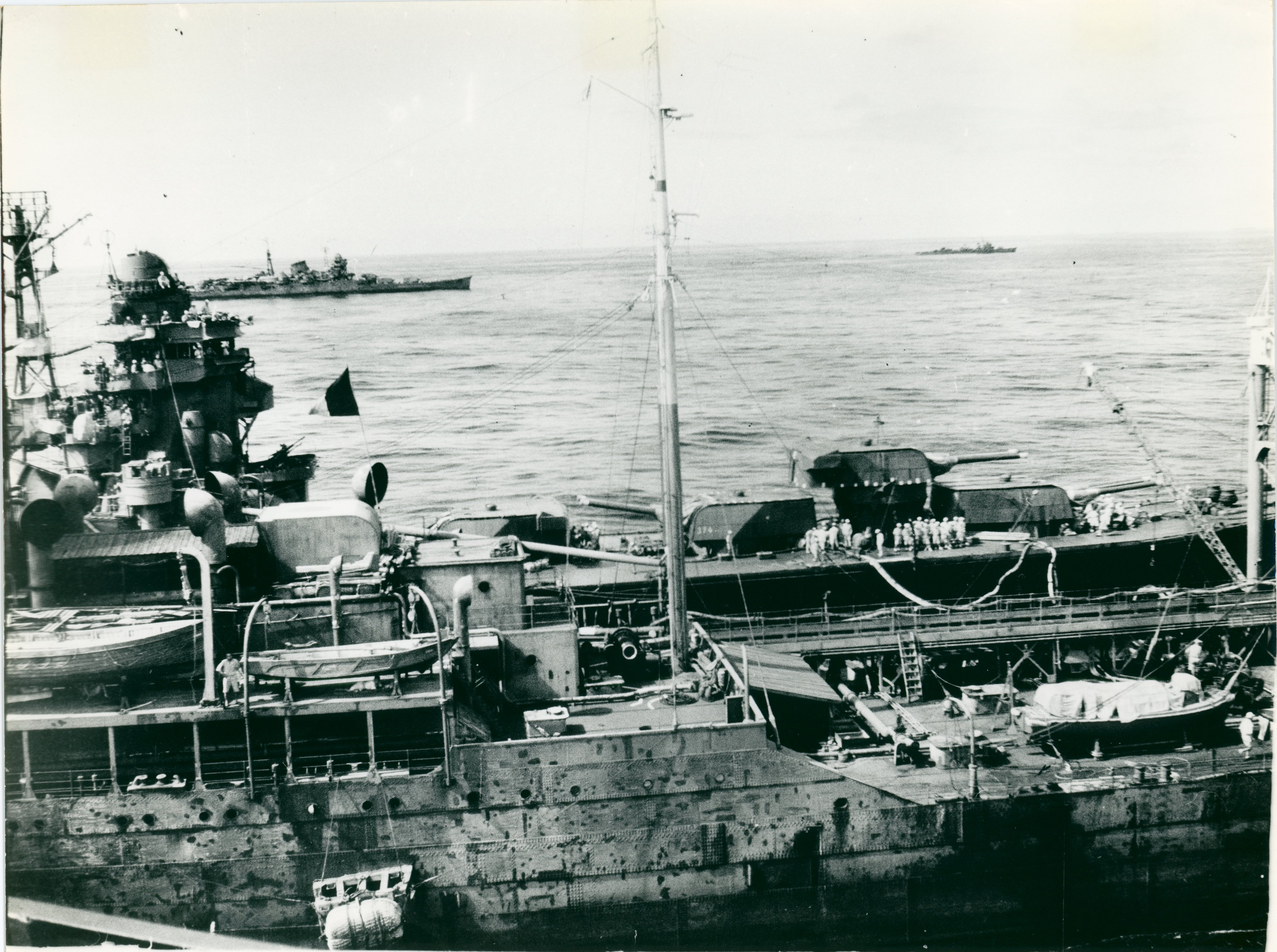
於海上接受給油艦「國洋丸」補給的「利根」。

利根型重巡洋艦（とねがたじゅうじゅんようかん）是大日本帝國海軍的重巡洋艦。同型艦2艘。於太平洋戰爭開戰前竣工。艦上能配備6架水上偵察機，為十分重視航空索敵能力的艦型，同型2艦均參加過中途島海戰與雷伊泰灣海戰等大規模的海戰。福井静夫將利根型評為與理想最接近的巡洋艦。

## 概要
日本海軍十分重視以水上機作為航空索敵手段，因此對巡洋艦上搭載水上偵察機的做法相當熱心。話雖如此，但對比起能夠搭載4架水上機的美國巡洋艦，日本仍然不佔上風。為此於1934年開始，對最上型輕巡洋艦進行改良，並以輕巡洋艦作為基礎而開始設計，即為後來的利根型。該設計是以犧牲主砲的門數作為代價，一舉將水上機的搭載數增加至6架，務求凌駕在美國巡洋艦之上。
由於計劃開始時是打算建造成輕巡洋艦，因此使用了河川的名字作為艦名。於1935年在剛開始動工後，因倫敦海軍裁軍會議而受到制限，為此向各國提交該建造中的巡洋艦的數據為「基準排水量8,636噸、水線全長187.21米、吃水4.42米、最大口徑砲15.5厘米砲」。於1936年退出裁軍條約後，對重巡洋艦數量制限便立即失效，為此將建造中，預備搭載15.5厘米砲的輕巡洋艦，更改設計為擁有日本軍重巡洋艦共通武装，搭載50口徑三年式20.3厘米聯裝砲的重巡洋艦。另外，在該艦完成之前，因為發生了第四艦隊事件及友鶴事件，所以立刻修改船體構造並進行強化。由於多處的設計修改及船體強化等作業，導致與初時的設計出見差異，包括排水量増加及速度稍微下降。「利根」與「筑摩」兩艦分别在1938年11月及1939年5月服役。再者，原本準備搭載在「利根」上的15.5厘米砲塔，於1939年2月時已由特務艦「知床」從吳工廠運送到長崎造船所。
利根型的特徴，為將4座20.3厘米連聯裝塔全部配置在艦上的前部，而艦航空艤装全部改為配置在後部。後部甲板並不完全平坦，而是階梯狀。使用這種配置是為了將主砲與艦載機相隔的位置拉遠，排除了艦載機被主砲的爆風破壞的危險，而主砲亦能隨時发射。利根型之前的日本重巡洋艦，由於主砲與艦載機的待機位置相當接近的關係，所以艦載機被爆風破壞的危險一直存在。實際上，妙高型重巡洋艦「妙高」在蘇臘巴亞海海戰期間，以及高雄型重巡洋艦「高雄」將驅逐艦「皮斯伯里」號擊沈時，兩艦上準備發射的艦載機也是同樣被4號主砲的爆風所破壞。雖然在計劃上，利根型可以搭載6架飛機，但在實際上幾乎沒有足額地搭載過該數目。於戰前是2架三座水偵及4架二座水偵4機，到了1940年是1架三座水偵及3架二座，而在雷伊泰灣海戰時為5架零式水上偵察機。
從利根型側面照片中，可以了看到只有第2砲塔配置在較高的地方，其餘第1、第3及第4砲塔在同樣高度的位置。第3及第4砲塔在待機時為指向後方。雖然將火砲集中配置有利於集中防御，但不利於重量分配上。另外，根據「利根」的第二任艦長大西新藏的說法，利根型的主砲散布界過大導致命中率低下。若要進行遠距離砲戰，連砲術長也會舉手投降。但是，經過研究後發現，理由只因2枚砲彈並列飛行時會相互干擾。為此，在齊射時，連接左右兩砲的發砲電路被調校至有0.03秒的微細間隔，最終將該問題解決。
防護力在日本海軍的巡洋艦中，應該是最優秀的。因為主砲集中配置於前方的關係，集中防禦的範圍變小也是原因之一。裝甲就日本的重巡洋艦來說可說是最厚的，另外比起外部裝甲，在內側還有垂直裝甲。因這樣在日本海軍艦艇中很稀奇的內側裝甲方式的採用，使得水中防禦可以由兩者所夾起來的重油層來構成，這樣的複數層液體防禦也是當時最新的設計。
另外續航力也是日本的巡洋艦中最高的，利根與筑摩在對美戰爭初期的珍珠港攻擊、中途島海戰這些機動部隊的長距離行動都有參加，並且派出偵察機，但是讓速度較慢的水上飛機來搜索敵人這也成為問題所在。在中途島海戰中利根的偵察機，因為害怕敵人的護衛戰鬥機而不敢太接近敵方艦隊，花了很多時間在判別美軍有無派出航空母艦，成為攻擊機隊出發延遲的原因(另外偵察機本身的出發也延遲了)。
雖然利根型的服役是在對美開戰之前，但是並沒有計畫出改良設計或後繼的船艦。次期的重巡洋艦建造計畫是將利根級的前一級--鈴谷型做了部分修正的伊吹。而伊吹在建造中途設計也被變更為航空母艦的關係，因此利根型就變成在日本海軍所服役的最後一型重巡洋艦。

## 同型艦
- 利根
- 筑摩

## 註腳
1. ↑  雑誌「丸」編集部『写真集・日本の重巡』177頁
2. ↑  「第5275号 9.12.14　利根」p.2
3. ↑  「第171号の13 10.10.18 筑摩」p.2
4. ↑  「軍艦利根15糎5砲塔特務艦便にて輸送の件」p.2
5. ↑  「捷号作戦戦闘詳報(比島方面決戦)(6)」p.45
6. ↑  #海軍生活放談436頁
7. ↑  「利根型重巡 [歴史群像]太平洋戦史シリーズVol.47」学習研究社 p.130

## 關聯項目
- 大日本帝國海軍艦艇一覽
- 利根型對空巡洋艦 (旭日之艦隊)